# Glåmos
Glåmos – wieś w Norwegii, w gminie Røros w okręgu Trøndelag. Położona jest na zachodnim brzegu jeziora Aursunden, w pobliżu miejsca, z którego wypływa z niego rzeka Glomma.
Wieś posiada górski charakter. Jej najniższy punk położony jest na wysokości 622 m n.p.m. W miejscowości znajduje się przystanek kolejowy Glåmos na linii Rørosbanen, łączącej Hamar z Trondheim.
W latach 1926–64 Glåmos było siedzibą gminy o tej samej nazwie. W momencie likwidacji miała ona około 700 mieszkańców. Wraz z gminami Røros Bergstad, Røros landsogn i Brekken utworzyła dzisiejszą gminę Røros.
We wsi znajdują się kopalnie miedzi, z których surowiec dostarczano do hut w Røros.